# Parlamentswahl in Island 2007
- V: 9
- S: 18
- B: 7
- F: 4
- D: 25

Die Parlamentswahl in Island 2007 fand am 12. Mai 2007 statt. Bei der Wahl wurden die 63 Abgeordneten des Althing neu bestimmt.
Die Wahl brachte einen Sieg der Unabhängigkeitspartei unter Premierminister Geir Haarde.

## Wahlergebnis

Ergebnisse und Sitzverteilung in den Wahlkreisen

Von den 221.368 Wahlberechtigten stimmten 185.071 ab, das entspricht einer Wahlbeteiligung von rund 83,6 %.
2909 oder rund 1,6 % der Stimmen waren ungültig.

### Gesamtergebnis
Im Einzelnen ergaben sich die folgenden Ergebnisse:
| Partei            | Partei                      | Stimmen | Stimmen | Stimmen | Sitze  | Sitze |
| Partei            | Partei                      | Anzahl  | %       | +/−     | Anzahl | +/−   |
| ----------------- | --------------------------- | ------- | ------- | ------- | ------ | ----- |
|                   | Unabhängigkeitspartei (D)   | 66.754  | 36,6    | +2,9    | 25     | +3    |
|                   | Allianz (S)                 | 48.743  | 26,8    | −4,2    | 18     | −2    |
|                   | Links-Grüne Bewegung (V)    | 26.136  | 14,3    | +5,5    | 9      | +4    |
|                   | Fortschrittspartei (B)      | 21.350  | 11,7    | −6,0    | 7      | −5    |
|                   | Liberale Partei Islands (F) | 13.233  | 7,3     | −0,1    | 4      | —     |
|                   | Isländische Bewegung (I)    | 5.953   | 3,3     | +3,3    | —      | —     |
| Gesamt            | Gesamt                      | 182.169 | 100,0   |         | 63     |       |
| Gültige Stimmen   | Gültige Stimmen             | 182.169 | 98,4    |         |        |       |
| Ungültige Stimmen | Ungültige Stimmen           | 2.902   | 1,6     |         |        |       |
| Wahlbeteiligung   | Wahlbeteiligung             | 185.071 | 83,6    |         |        |       |
| Wahlberechtigte   | Wahlberechtigte             | 221.330 | 100,0   |         |        |       |
| Quelle:           |                             |         |         |         |        |       |

### Ergebnis nach Wahlkreisen
| Partei | Partei | Nordwest | Nordwest | Nordost | Nordost | Süd  | Süd   | Südwest | Südwest | Reykjavík Süd | Reykjavík Süd | Reykjavík Nord | Reykjavík Nord |
| Partei | Partei | %        | Sitze    | %       | Sitze   | %    | Sitze | %       | Sitze   | %             | Sitze         | %              | Sitze          |
| ------ | ------ | -------- | -------- | ------- | ------- | ---- | ----- | ------- | ------- | ------------- | ------------- | -------------- | -------------- |
|        | D      | 29,1     | 3        | 28,0    | 3       | 36,0 | 4     | 42,6    | 6       | 39,2          | 5             | 36,4           | 4              |
|        | S      | 21,2     | 2        | 20,8    | 2       | 26,8 | 2     | 28,4    | 4       | 29,0          | 3             | 29,2           | 5              |
|        | V      | 16,0     | 1        | 19,6    | 2       | 9,9  | 1     | 11,6    | 1       | 14,4          | 2             | 16,9           | 2              |
|        | B      | 18,8     | 1        | 24,6    | 3       | 18,7 | 2     | 7,2     | 1       | 5,9           | –             | 6,2            | –              |
|        | F      | 13,6     | 2        | 5,9     | –       | 7,0  | 1     | 6,7     | –       | 6,8           | 1             | 6,3            | –              |
| Gesamt | Gesamt |          | 9        |         | 10      |      | 10    |         | 12      |               | 11            |                | 11             |

## Umfragen vor der Wahl
| Umfrageperiode | D    | B    | S    | V   | F   | I |
| -------------- | ---- | ---- | ---- | --- | --- | - |
| Umfrageperiode |      |      |      |     |     |   |
| Mai 2007       | 41   | 10   | 29   | 13  | 5   | 2 |
| April 2007     | 40   | 9    | 21   | 21  | 5   | 3 |
| März 2007      | 37   | 6    | 20   | 26  | 6   | – |
| Februar 2007   | 36   | 10   | 22   | 24  | 6   | – |
| Januar 2007    | 37   | 9    | 22   | 22  | 9   | – |
| Dezember 2006  | 38   | 9    | 24   | 21  | 11  | – |
| November 2006  | 37   | 8    | 25   | 19  | 11  | – |
| Oktober 2006   | 43   | 8    | 25   | 20  | 4   | – |
| September 2006 | 41   | 9    | 27   | 20  | 3   | – |
| August 2006    | 41   | 9    | 25   | 22  | 3   | – |
| Juli 2006      | 43   | 10   | 25   | 20  | 4   | – |
| Juni 2006      | 43   | 9    | 25   | 19  | 4   | – |
| Wahl 2003      | 33,7 | 17,7 | 31,0 | 8,8 | 7,4 | – |

## Regierungsbildung
Premierminister Geir Haarde von der Unabhängigkeitspartei beendete nach 12 Jahren die Koalition aus Unabhängigkeitspartei und Fortschrittspartei. Gemeinsam mit der zweitstärksten Partei, der sozialdemokratischen Allianz, bildete die Unabhängigkeitspartei eine Große Koalition.
Außenministerin wurde Ingibjörg Sólrún Gísladóttir von der Allianz, Finanzminister wurde Árni M. Mathiesen von der Unabhängigkeitspartei.

## Ende der Regierung
Im Zuge von Demonstrationen im Winter 2008/2009 trat die isländische Regierung im Frühjahr 2009 zurück, worauf vorzeitige Neuwahlen für den 25. April 2009 angekündigt wurden.